# Aoplus improvidus
Aoplus improvidus là một loài tò vò trong họ Ichneumonidae.